# Callum Macleod (cyclisme)
Pour les articles homonymes, voir MacLeod.
Callum Macleod, né le 8 mars 2000, à Oxford, est un coureur cycliste britannique.

## Biographie
Dans les rangs juniors, Callum Macleod se fait notamment remarquer sur l'édition 2018 des Trois Jours d'Axel en terminant quatrième d'une étape et dixième du classement général. L'année suivante, il intègre l'équipe continentale Canyon dhb p/b Bloor Homes. Il poursuit ensuite sa carrière au sein de la formation néerlandaise À Bloc CT. Sous les couleurs de cette structure, il parvient à se classer dixième de la Flèche du Sud en 2022. Il finit par ailleurs deuxième et meilleur grimpeur du Tour du Loir-et-Cher en 2023. 
Au printemps 2025, il s'impose sur une étape du Tour d'Albanie. C'est sa première victoire acquise sur une course inscrite au calendrier de l'UCI. Il conclut cette même épreuve à la cinquième place du classement général, tout en s'adjugeant le maillot par points.

## Palmarès sur route

### Par année
- 2023
  - 2e du Tour du Loir-et-Cher
- 2025
  - 4e étape du Tour d'Albanie

### Classements mondiaux
| Année                                 | 2020  | 2021 | 2022  | 2023  |
| ------------------------------------- | ----- | ---- | ----- | ----- |
| Classement mondial                    | 1933e | nc   | 2511e | 1347e |
| UCI Europe Tour                       | 1414e | nc   | 1535e | 915e  |
|                                       |       |      |       |       |
| Légende : nc = non classéSource : UCI |       |      |       |       |